# Atherigona perfida
Atherigona perfida este o specie de muște din genul Atherigona, familia Muscidae, descrisă de Stein în anul 1913. Conform Catalogue of Life specia Atherigona perfida nu are subspecii cunoscute.